# Возрожденский сельсовет
Возрожденский сельсове́т — сельское поселение в составе Княгининского района Нижегородской области. Административный центр — посёлок Возрождение.

## История
Статус и границы сельского поселения установлены Законом Нижегородской области от 15 июня 2004 года № 60-З «О наделении муниципальных образований - городов, рабочих посёлков и сельсоветов Нижегородской области статусом городского, сельского поселения».
Законом Нижегородской области от 28 августа 2009 года № 151-З сельские поселения Возрожденский сельсовет и Покровский сельсовет объединены в сельское поселение Возрожденский сельсовет.

## Население
| 2002  | 2010  | 2012  | 2013  | 2014  | 2015  | 2016  |
| ----- | ----- | ----- | ----- | ----- | ----- | ----- |
| 1277  | ↘1179 | ↘1173 | ↘1123 | ↘1096 | ↘1086 | ↗1090 |
| 2017  | 2018  | 2019  | 2020  | 2021  |       |       |
| ↘1070 | ↗1084 | ↗1085 | ↘1072 | ↘967  |       |       |

## Состав сельского поселения
| №  | Населённый пункт  | Тип населённого пункта          | Население |
| -- | ----------------- | ------------------------------- | --------- |
| 1  | Возрождение       | посёлок, административный центр | ↘568      |
| 2  | Ивановка          | деревня                         | ↘29       |
| 3  | Клещевы Колковицы | деревня                         | ↘0        |
| 4  | Константиновка    | деревня                         | ↘24       |
| 5  | Михайловка        | посёлок                         | ↗62       |
| 6  | Мокруша           | деревня                         | ↘6        |
| 7  | Николаевка        | деревня                         | ↘13       |
| 8  | Новая Берёзовка   | деревня                         | →0        |
| 9  | Озерки            | деревня                         | ↘55       |
| 10 | Покров            | село                            | ↘278      |
| 11 | Сергиевка         | деревня                         | ↘1        |
| 12 | Сосновка          | деревня                         | →0        |
| 13 | Старая Берёзовка  | деревня                         | ↘0        |
| 14 | Фоминка           | деревня                         | ↘29       |
| 15 | Шишковердь        | село                            | ↘114      |